# 1985 dans le catholicisme
Chronologie du catholicisme
- 1981
- 1982
- 1983
- 1984
- 1985
- 1986
- 1987
- 1988
- 1989

Cet article présente les faits marquants de l'année 1985 dans le catholicisme.

## Évènements
- 26 janvier au 6 février : voyage apostolique du pape au Pérou, en Équateur, au Venezuela et à Trinité-et-Tobago.
- 11 au 21 mai : voyage apostolique du pape aux Pays-Bas, au Luxembourg et en Belgique.
- 25 mai : création de 28 cardinaux par Jean-Paul II.
- 2 juin : publication de l’encyclique Slavorum Apostoli sur les saints Cyrille et Méthode.
- 8 au 19 août : voyage apostolique du pape au Togo, en Côte d'Ivoire, au Cameroun, en République centrafricaine, au Zaïre, au Kenya et au Maroc.
  - 11 au 18 août : congrès eucharistique international à Nairobi.
  - 15 août : béatification de Marie-Clémentine Anuarite Nengapeta.
  - 18-19 août : voyage de Jean-Paul II au Maroc où il parle devant 80 000 musulmans (« Discours de Casablanca»)[1].
- 8 septembre : voyage apostolique du pape en Suisse et au Liechtenstein.

## Naissances
- 13 avril : François Odinet, prêtre, théologien et enseignant français

## Décès

### Janvier
- 25 janvier : Michel Olphe-Galliard, prêtre jésuite, théologien, enseignant et auteur français (° 21 mars 1900)

### Février
- 12 février : Albert Dondeyne, prêtre, philosophe et théologien belge (° 10 mai 1901)
- 19 février : Henri Stéphane, prêtre, enseignant et auteur français (° 15 avril 1907)
- 23 février : Pierre Lafitte Ithurralde, prêtre, résistant et écrivain de langue basque et française (° 21 mai 1901)

### Mars
- 14 mars : Pierre Gillet, prêtre et résistant français (° 10 mai 1904)
- 24 mars : Norbert Calmels, prélat prémontré français, diplomate du Saint-Siège et évêque titulaire de Dusa (de) (° 27 décembre 1908)
- 29 mars : Sœur Sourire, religieuse et chanteuse belge (° 17 octobre 1933)
- 31 mars : Pietro Allori, prêtre, compositeur et maître de chapelle italien (° 18 mai 1925)

### Avril
- 30 avril : Louis Beirnaert, prêtre jésuite et psychanalyste français (° 2 avril 1906)

### Mai
- 5 mai : Lucien-Sidroine Lebrun, prélat français, évêque d'Autun (° 1er mars 1896)
- 7 mai : 
  - Noël Boucheix, prélat et missionnaire français, premier évêque de Porto-Novo (° 25 décembre 1900)
  - André Charles de la Brousse, prélat français, évêque de Dijon (° 28 janvier 1907)

### Août
- 25 août : Ludwig Ott, prêtre et historien médiéviste allemand (° 24 août 1906)

### Septembre
- 24 septembre : Antonio Poma, cardinal italien, archevêque de Bologne (° 12 juin 1910)

### Octobre
- 4 octobre : François Hertel, prêtre, écrivain, philosophe et enseignant canadien (° 31 mai 1905)
- 9 octobre : Paul Testoris, prêtre français (° 19 janvier 1906)
- 13 octobre : Joseph Bretault, prélat français, évêque de Koudougou puis évêque titulaire de Cellae-en-Maurétanie (de), précédemment évêque titulaire de Sufetula (de) (° 5 août 1904)
- 24 octobre : Maurice Roy, cardinal canadien, archevêque de Québec (° 25 janvier 1905)

### Novembre
- 12 novembre : Hildebrand Gregori, prêtre et vénérable italien, fondateur des sœurs réparatrices de la Sainte Face de Notre Seigneur Jésus Christ (° 18 mai 1894)

### Décembre
- 5 décembre : Jean-Pierre Léonard, prélat jésuite et missionnaire luxembourgeois, archevêque de Madurai puis archevêque titulaire d'Izirzada (de) (° 29 décembre 1889)
- 8 décembre : Ermenegildo Florit, cardinal italien, archevêque de Florence (° 5 juillet 1901)
- 14 décembre : Alain-Marie du Noday, prélat et missionnaire français, évêque de Porto Nacional (° 3 novembre 1899)
- 19 décembre : Gaston Roussel, prêtre et musicien français (° 7 mars 1913)